# 路莫村物资转运站旧址
路莫村物资转运站旧址位于中国广西壮族自治区桂林市灵川县定江镇路莫村，为八路军桂林办事处的下属机构。
该转运站设立于1938年11月， 设有救亡室、电台室、招待所、仓库等，主要任务是将海外亲共人士捐献的物资运送给八路军，并向延安输送人员，接待中共所差派的人士。1939年2月16日，周恩来曾在路莫村向该转运站人员和桂林市的共产党员共200多人传达中共六届六中全会精神。1941年1月，转运站随办事处撤离。1976年、1978年、1992年相继对转运站救亡室、电台室进行维修，并派专人管理。